# Mike Schmidt
Pour les articles homonymes, voir Schmidt.
Michael Jack Schmidt (né le 27 septembre 1949 à Dayton, Ohio) est un ancien joueur des ligues majeures de baseball. Il détient le record du nombre de coups de circuit en carrière pour un joueur de troisième but. Il a passé toute sa carrière avec les Phillies de Philadelphie et fut élu au temple de la renommée du baseball en 1995.

## Carrière
Schmidt est considéré parmi les meilleurs joueurs de l'histoire des ligues majeures. Il commence sa carrière en 1972 et ne frappe qu'avec une moyenne de ,196. En 1974, il mène la ligue au nombre de coups de circuit. En 1980, il bat le record des Phillies en frappant 48 coups de circuit, dépassant le record établi en 1929. À la fin de la saison, les Phillies participent à la série mondiale et battent les Royals de Kansas City. Schmidt est élu meilleur joueur des ligues majeures et meilleur joueur de la série mondiale.
Au total, il a reçu trois fois le trophée de meilleur joueur de la ligue nationale et a gagné dix fois le gant doré de meilleur troisième but. Il a mené huit fois la ligue nationale au classement des coups de circuit.
Il est le second joueur de l'histoire après Willie Mays à frapper au moins 35 circuits dans 10 de ses 15 premières saisons, fait depuis réédité par Alex Rodriguez et Albert Pujols.
Le 20 avril 1989 lors d'une visite aux Pirates de Pittsburgh, Schmidt frappe son 2 218e coup sûr en carrière, tous avec les Phillies, pour battre le total compilé par Richie Ashburn de 1948 à 1959 et établir le nouveau record de franchise. Schmidt termine sa carrière avec le record de 2 234 coup sûr par un joueur des Phillies, qui ne sera battu qu'en 2014, par Jimmy Rollins.

## Palmarès
- Meilleur joueur des Ligues majeures en 1980, 1981 et 1986
- Meilleur joueur du World Series en 1980
- 10 gants dorés (troisième but)
- 6 prix Silver Slugger (troisième but)

### Classements
- Classé 12e pour les circuits
- Classé 30e pour les points produits
- Classé 16e pour les buts-sur-balles

## Notes et références

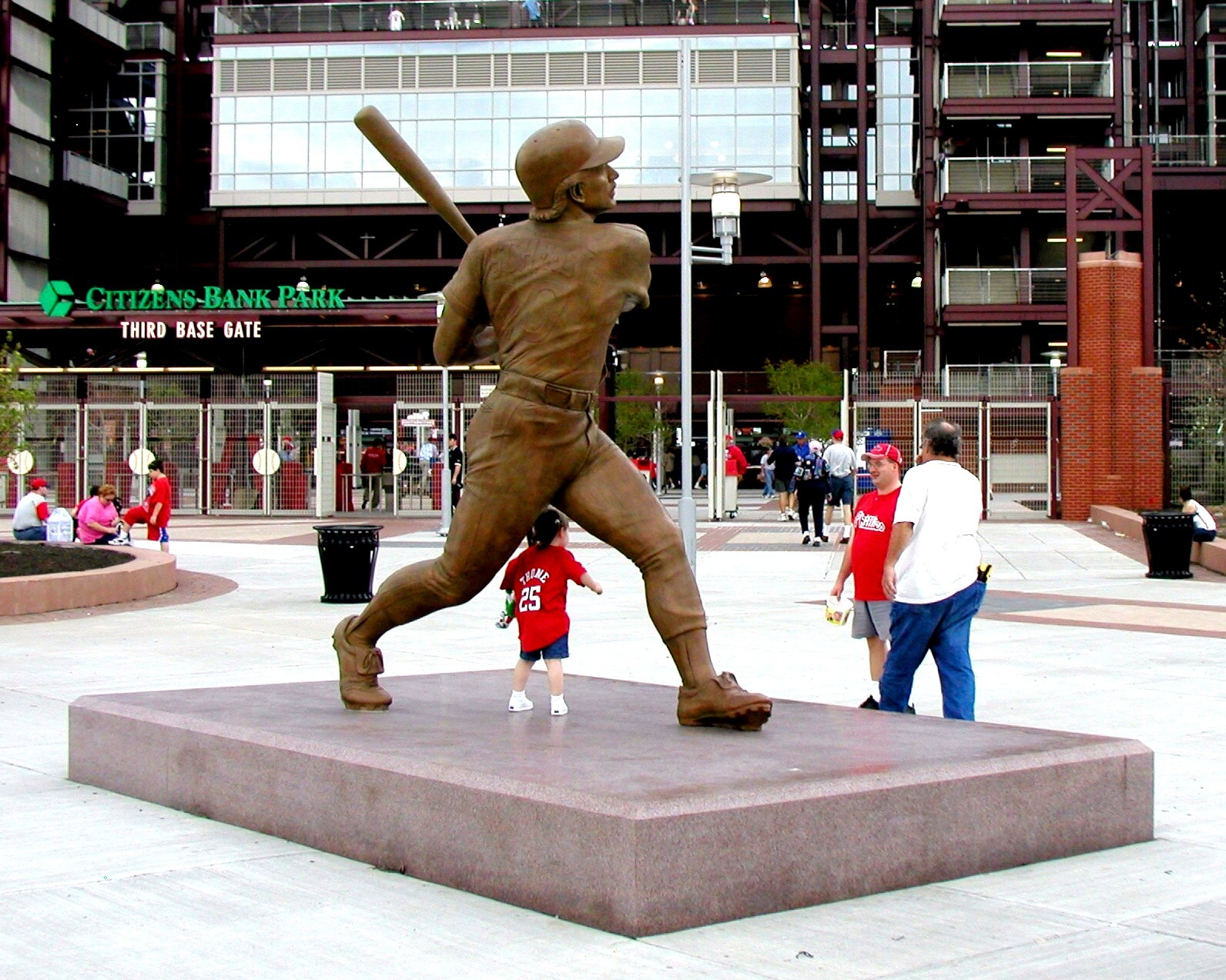
Statue de Mike Schmidt à Philadelphie, par Zenos Frudakis.